# Roy Hibbert
Roy Denzil Hibbert (Queens, Nueva York, 11 de diciembre de 1986) es un exjugador de baloncesto estadounidense que disputó 9 temporadas en la NBA. Mide 2,18 metros y jugaba en la posición de pívot.

## Trayectoria deportiva

### Universidad
Jugó durante cuatro temporadas con los Hoyas de la Universidad de Georgetown, a la que llegó por mediación de su entrenador en high school, Dwayne Bryant. En su segunda temporada fue incluido en el segundo mejor quinteto de la Big East Conference, junto con su compañero Jeff Green, tras promediar 11,6 puntos y liderar a su equipo en rebotes con 6,9 por partido.
En su última temporada fue incluido en el segundo equipo All-American, liderando la liga en efectividad de tiros de campo, con un 71%. En el total de su trayectoria universitaria promedió 10,9 puntos, 6,0 rebotes y 1,9 tapones por partido. Continúa la tradición de grandes pívots salidos de los Hoyas, como Patrick Ewing, Alonzo Mourning o Dikembe Mutombo.

### NBA

#### Indiana Pacers (2008-2015)

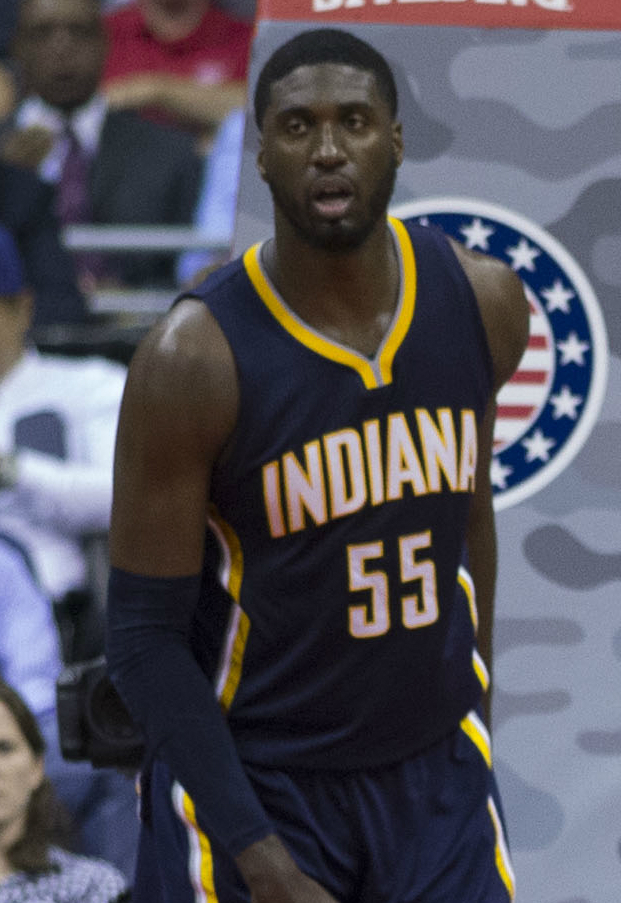
Hibbert con los Pacers en 2014.

Fue seleccionado en la decimoséptima posición del 2008 por Toronto Raptors, pero fue inmediatamente traspasado a Indiana Pacers junto con T. J. Ford, Rasho Nesterovič y Maceo Baston a cambio de Jermaine O'Neal y Nathan Jawai. El 14 de julio de 2008 firmó contrato con los Pacers, por 1.200.000 dólares en su primera temporada.
Tanto las participaciones como el rendimiento de Hibbert irían a más con los Pacers. En 2012, sería escogido, por primera vez, para acudir al All-Star Game de la NBA 2012 como pívot suplente de la Conferencia Este.
Durante su sexta temporada en Indiana, en febrero de 2014, fue elegido por segunda vez como reserva del All-Star Game de la NBA 2014 disputado en Nueva Orleans. Ese año, fue incluido en el segundo mejor quinteto defensivo de la NBA y finalizó segundo en la votación al Mejor Defensor de la NBA, por detrás de Joakim Noah. En la serie de playoffs de primera ronda ante Atlanta Hawks (4-3), estuvo dos encuentros sin anotar (5º y 6º partido), convirtiéndose en el primer jugador All-Star que no anota en dos partidos de playoffs consecutivos desde Jim King en 1968.

#### LA Lakers (2015-2016)
El 9 de julio de 2015, fue traspasado a Los Angeles Lakers.

#### Charlotte y Denver (2016-2017)
El 7 de julio de 2016, firma con Charlotte Hornets. Tras 42 encuentros, el 2 de febrero de 2017, es traspasado junto a Spencer Hawes, a los Milwaukee Bucks a cambio de Miles Plumlee. Pero el 23 de febrero, sin llegar a debutar es traspasado a Denver Nuggets, donde disputa 6 encuentros hasta final de temporada.

#### Retirada
El 17 de julio de 2018, Hibbert anuncia su retirada del baloncesto profesional.
El 9 de agosto de 2019, fue contratado por Philadelphia 76ers como desarrollador de jugadores.

## Selección nacional

### Estados Unidos
Hibbert representó a los Estados Unidos en los Juegos Panamericanos de 2007, donde su equipo terminó quinto.

### Jamaica
Por su herencia familiar, Hibbert resultó elegible para jugar en la selección de baloncesto de Jamaica. Con ese equipo disputaría solamente un partido del Centrobasket 2010, en el que terminó lesionado.

## Estadísticas de su carrera en la NBA

### Temporada regular
| Año      | Equipo     | PJ  | PT  | MPP  | %TC  | %3P  | %TL   | RPP | APP | ROB | TPP | PPP  |
| -------- | ---------- | --- | --- | ---- | ---- | ---- | ----- | --- | --- | --- | --- | ---- |
| 2008-09  | Indiana    | 70  | 42  | 14.4 | .471 | .000 | .667  | 3.5 | .7  | .3  | 1.1 | 7.1  |
| 2009-10  | Indiana    | 81  | 69  | 25.1 | .495 | .500 | .754  | 5.7 | 2.0 | .4  | 1.6 | 11.7 |
| 2010-11  | Indiana    | 81  | 80  | 27.7 | .461 | .000 | .745  | 7.5 | 2.0 | .4  | 1.8 | 12.7 |
| 2011-12  | Indiana    | 65  | 65  | 29.8 | .497 | .000 | .711  | 8.8 | 1.7 | .5  | 2.0 | 12.8 |
| 2012-13  | Indiana    | 79  | 79  | 28.7 | .448 | .250 | .741  | 8.3 | 1.4 | .5  | 2.6 | 11.9 |
| 2013-14  | Indiana    | 73  | 73  | 30.2 | .458 | .400 | .771  | 6.9 | 1.2 | .4  | 2.4 | 11.2 |
| 2014-15  | Indiana    | 76  | 76  | 25.3 | .446 | .000 | .824  | 7.1 | 1.1 | .2  | 1.6 | 10.6 |
| 2015-16  | L.A Lakers | 81  | 81  | 23.2 | .443 | .000 | .807  | 4.9 | 1.2 | .4  | 1.4 | 5.9  |
| 2016-17  | Charlotte  | 42  | 13  | 16.0 | .542 | .000 | .813  | 3.6 | .5  | .2  | 1.0 | 5.2  |
| 2016-17  | Denver     | 6   | 0   | 1.8  | .667 | .000 | .000  | .3  | .2  | .0  | .3  | .7   |
| Total    | Total      | 662 | 586 | 24.8 | .465 | .250 | .755  | 6.3 | 1.3 | .4  | 1.7 | 10.0 |
| All-Star | All-Star   | 2   | 0   | 11.0 | .625 | .000 | 1.000 | 4.0 | 1.5 | .0  | .0  | 5.5  |

### Playoffs
| Año   | Equipo  | PJ | PT | MPP  | %TC  | %3P   | %TL  | RPP  | APP | ROB | TPP | PPP  |
| ----- | ------- | -- | -- | ---- | ---- | ----- | ---- | ---- | --- | --- | --- | ---- |
| 2011  | Indiana | 5  | 5  | 26.4 | .444 | .000  | .706 | 6.8  | .6  | .4  | 1.8 | 10.4 |
| 2012  | Indiana | 11 | 11 | 30.9 | .500 | 1.000 | .667 | 11.2 | 1.1 | .4  | 3.1 | 11.7 |
| 2013  | Indiana | 19 | 19 | 36.5 | .511 | .000  | .806 | 9.9  | 1.4 | .2  | 1.9 | 17.0 |
| 2014  | Indiana | 18 | 18 | 28.3 | .451 | .000  | .745 | 5.6  | .8  | .2  | 1.4 | 9.3  |
| Total | Total   | 53 | 53 | 31.6 | .487 | .500  | .758 | 8.4  | 1.0 | .2  | 2.0 | 12.7 |

## Vida personal
Aunque nacido en Queens, se trasladó a los dos años de edad junto con sus padres, Roy Sr. y Patty Hibbert, a Washington D. C.. Su padre era de origen jamaicano y su madre de Trinidad y Tobago. Sus padres intentaron sin éxito que jugara al golf, al tenis o tocara el piano, aunque finalmente, y dada su estatura, se decantó por el baloncesto.

## Récords personales
- 11 tapones (21 de noviembre de 2012).
- 1 triple-doble (21 de noviembre de 2012) con 10 puntos, 11 rebotes y 11 tapones.